# 5 Piscium
5 Piscium (A Piscium) é uma estrela na direção da Pisces. Possui uma ascensão reta de 23h 08m 40.84s e uma declinação de +02° 07′ 39.4″. Sua magnitude aparente é igual a 5.42. Considerando sua distância de 280 anos-luz em relação à Terra, sua magnitude absoluta é igual a 0.75. Pertence à classe espectral G8IV.